# Armi da fuoco leggere

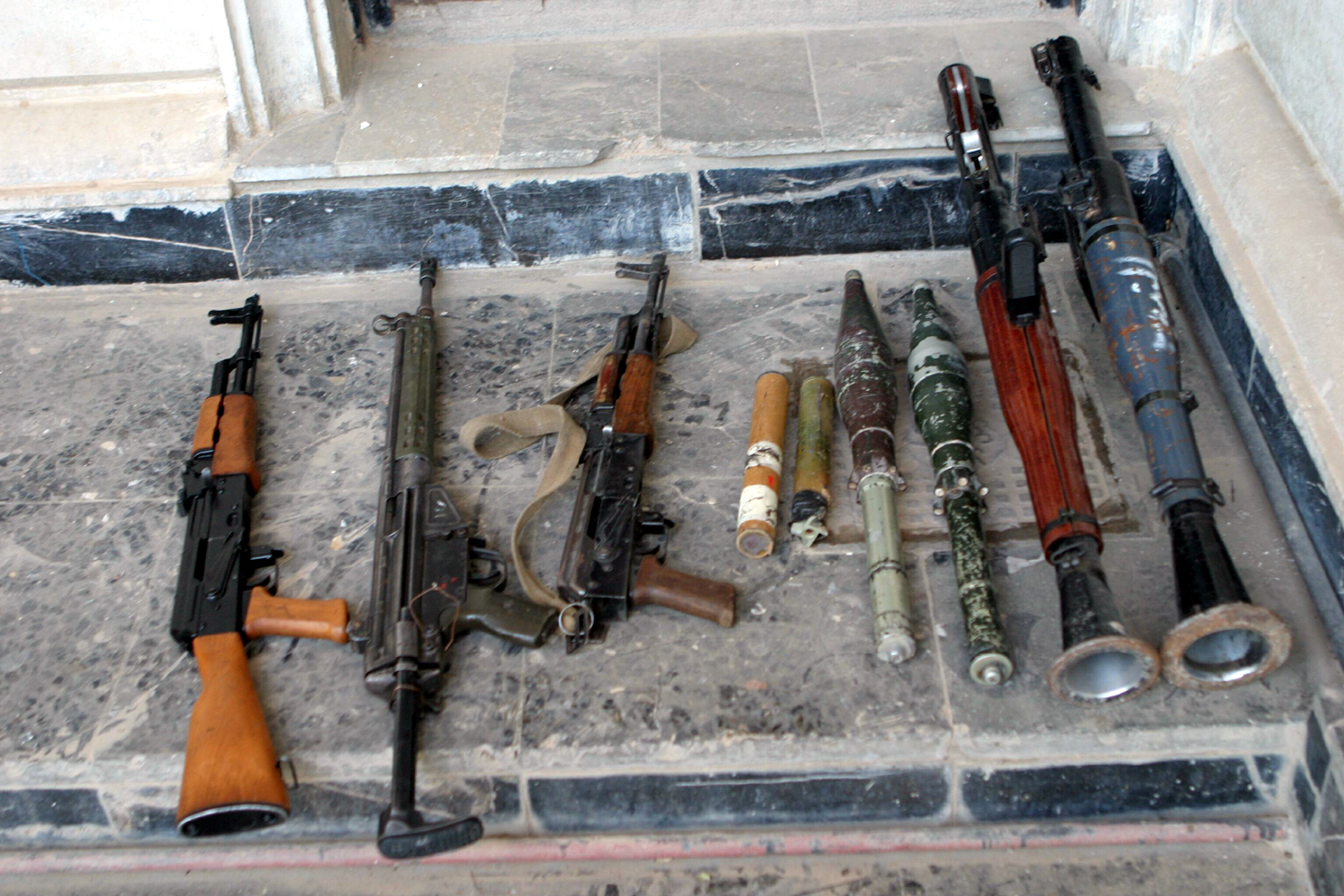
Armi leggere sequestrate a Fallujah, Iraq nel 2004

Le armi da fuoco leggere sono tutte quelle armi da fuoco in grado di essere usate e trasportate da una singola persona, grazie a dimensioni e pesi contenuti. Quindi, pistole, fucili, carabine, lanciarazzi, lanciagranate, bazooka, ecc. 
Nella foto si vedono, da sinistra a destra: un fucile d'assalto sovietico AK-47 Kalashnikov, un fucile da battaglia Heckler & Koch G3 tedesco con calciolo telescopico, un AKM versione paracadutista-truppe corazzate (con calcio pieghevole) e due lanciarazzi a granate propulse (RPG), probabilmente un RPG-7 ed un RPG-22.

## Il problema della definizione
A livello internazionale non esiste una definizione unanimemente riconosciuta circa le "armi leggere o di piccolo calibro". A causa di una non chiara convergenza sull'identificazione di questa tipologia di armi tra gli Stati risulta praticamente proibitivo coordinare le varie legislazioni e stabilire efficaci trattati internazionali circa la produzione ed il commercio di questi prodotti dell'industria bellica.
Ugualmente risulta difficile verificare l'impatto sulle persone del proliferare di questi armamenti poiché i dati raccolti da vari enti spesso non sono omogenei tra loro.

## Descrizione
Il calibro dei proiettili va dal 5,56 mm (.22 inches) al 20 mm dei fucili anticarro, ma non rientrano nelle armi leggere le mitragliatrici con calibro oltre il 12.7 mm (0.50 inches), in quanto non più trasportabili né azionabili da un singolo uomo e nemmeno i mortai che superano i limiti del calibro (anche quelli leggeri). Per esempio le mitragliatrici cal 12.7 Browning M-2 (USA) e la DShK cal. 14.5 (URSS) pur rientrando nei limiti del calibro (20 mm), sono armi talmente pesanti che necessitano di un treppiede per potere essere usate.
Le armi leggere possono essere a colpo singolo, a tamburo (o revolver), semi-automatiche e/o automatiche.